# Радомишль-над-Сяном
Радомишль-над-Сяном (пол. Radomyśl nad Sanem) — село в Польщі, у гміні Радомишль-над-Сяном Стальововольського повіту Підкарпатського воєводства. Населення — 797 осіб (2011).
У 1975-1998 роках село належало до Тарнобжезького воєводства.

## Демографія
Демографічна структура станом на 31 березня 2011 року:
|          | Загалом | Допрацездатний вік | Працездатний вік | Постпрацездатний вік |
| -------- | ------- | ------------------ | ---------------- | -------------------- |
| Чоловіки | 391     | 92                 | 252              | 47                   |
| Жінки    | 406     | 73                 | 241              | 92                   |
| Разом    | 797     | 165                | 493              | 139                  |